# Agni (popolo)
Agni è una popolazione dell'Africa Occidentale, diffusa in Costa d'Avorio ed in Ghana e fanno parte del gruppo etnico degli Akan.
La lingua agni fa parte del ramo kwa della famiglia niger-kordofaniana.

## Arte
La produzione caratteristica degli Agni è costituita da sculture in terracotta, rappresentanti teste o figure di antenati illustri. Se da un lato le teste rivelano un gusto realistico, i corpi invece sono espressi in grande libertà e fantasia. L'aspetto che maggiormente colpisce l'osservatore è la tristezza trasmessa dai volti delle statuette.